# Worek Judaszów
Worek Judaszów, to jest Złe nabycie majętności – poemat Sebastiana Fabiana Klonowica. Utwór, wydany w Krakowie, nosi datę 1600, wydrukowany był jednak prawdopodobnie nieco później, lecz przed 1603, w drukarni Sebastiana Sternackiego.

## Treść
Poemat zawiera opisy licznych zbrodni, występków i nieprawości, z którymi Klonowic mógł mieć styczność, będąc w Lublinie ławnikiem oraz pracując w kancelarii sądowej. Katalog występków opatrzony jest marginaliami, które mają ułatwić odnalezienie odpowiedniego fragmentu lub odsyłają do Pisma świętego, prawa rzymskiego lub prawa magdeburskiego, gdzie podobne uczynki zostały przewidziane i osądzone.
Symbolem zła w utworze jest Judasz, zaś jego worek kryje cztery rodzaje występków porównane do zwierząt:
1. działania potajemne – wilk
2. prośba, pochlebstwo, zmyślone nabożeństwo – lis
3. fałsz i zdrada – ryś
4. tyrania, przemoc – lew